# 미꾸라지
미꾸라지(영어: The Chinese muddy loach, 학명: Misgurnus mizolepis 미스구르누스 미졸레피스[*])는 잉어목 미꾸리과 미꾸리속에 속하는 민물고기로 한반도 전역에 두루 서식한다. 한자로는 추어(鰍魚)라고 부르기도 하며 식용한다.

## 특징
미꾸라지의 가장 큰 특징은 아가미 호흡 이외에 장으로도 호흡을 한다는 점이다.
몸통의 등은 어두운 색이고, 물이 흐르는 곳에서는 찾아보기 힘들다. 배쪽은 밝은 담황색을 띠고 있다.
몸길이 10 ~ 20cm로 가늘고 길며 매우 미끄럽다. 주둥이는 길고 입이 아래쪽에 있는데, 입가에 다섯 쌍의 수염이 있다. 수염은 길고 꼬리지느러미 위쪽에 희미한 검은점이 있으나 성어가 되면 없어진다. 몸길이 6.4cm의 미성어가 되면 성어와 같은 특징을 보인다.몸에서 점액질을 만들어 천적에게서 빠져나올수 있다.
먹이는 진흙 속의 유기물과 곤충(특히 모기)이다. 미꾸라지는 연못, 논, 도랑 등 진흙이나 모래가 깔린 곳, 물이 느리게 흐르거나 고여 있는 곳에 많다. 흙바락 속에 있다가 이따금 수면에 떠서 숨을 쉰다. 수온이 내려가는 늦가을부터 진흙 속에 들어가 겨울잠을 잔다. 산란기는 초여름이다.

## 역사
미꾸라지에 대한 최초의 기록은 1123년 예종의 조의를 위해 고려를 방문한 북송의 사신 서긍이 쓴 고려도경 제23권 잡속2(雜俗 二)편 어(漁) 부분에 다음과 같은 구절이 나온다.
귀인은 육고기(양, 돼지)를 먹고 가난한 백성은 해산물을 많이 먹는다. 미꾸라지(鰌), 전복(鰒), 조개(蚌), 진주 조개(珠母), 왕새우(蝦王) 등은 귀천없이 잘 먹는다.

1850년 순조 때 실학자 이규경이 지은 오주연문장전산고에는 《추두부탕》(鰍豆腐湯)에 대한 내용이 등장하는데, 이것은 미꾸라지를 가지고 하는 요리를 소개한 것이다.

## 생태계의 역할
미꾸라지는 송사리와 더불어 생태계에서 모기 유충(장구벌레)을 먹음으로써 위생해충인 모기의 수를 줄이는 역할을 하며, 큰 물고기와 자라, 가물치, 물방개, 물자라에게는 먹이가 된다. 미꾸라지는 지표동물로써도 중요한 역할을 하는데, 미꾸라지가 살 수 있는 물은 1~4급수 정도 된다. "미꾸라지 한 마리가 물을 흐린다"는 말은 먹이를 찾기 위해 유속이 적은 물 속의 바닥을 파헤쳐 흙탕물이 일기 때문에 생긴 말이다. 하지만 사실 미꾸라지는 물을 맑게 하는 이로운 생물이므로, 이 속담은 어폐가 있다.

## 음식 문화

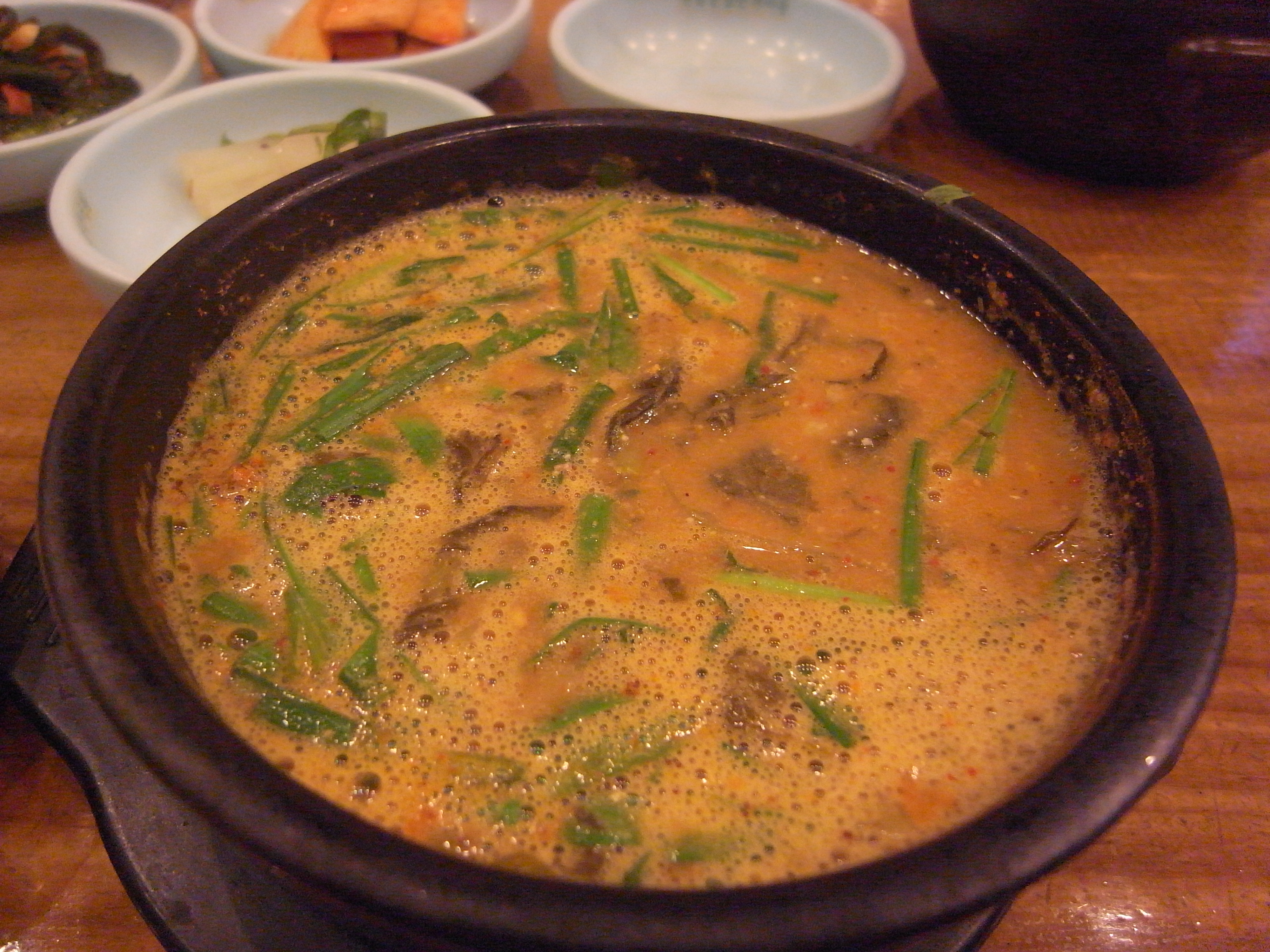
추어탕

미꾸라지는 동아시아 지역에서는 흔한 음식이며, 대규모로 양식을 하기도 한다. 한국에서는 추어탕, 추어튀김 등으로 요리로 즐긴다.

## 같이 보기
- 쿨리 로치
- 미꾸리속
- 추어탕

## 참고 문헌
- 이 문서에는 다음커뮤니케이션(현 카카오)에서 GFDL 또는 CC-SA 라이선스로 배포한 글로벌 세계대백과사전의 내용을 기초로 작성된 글이 포함되어 있습니다.